# Carlos Darío Ojeda Rovira
Carlos Darío Ojeda Rovira (* 1900 in Veracruz) war ein mexikanischer Botschafter.

## Leben
Von 1920 bis 1932 war Carlos Darío Ojeda Abgeordneter und Anhänger von Adalberto Tejeda Olivares.
Im April 1948 war Carlos Darío Ojeda Rovira Botschafter in San José, Costa Rica als Verhandlungen in der Botschaft über den Bürgerkrieg in Costa Rica geführt wurden. Am 19. April 1948 wurde in der mexikanischen Botschaft in San José ein Abkommen für ein Ende des Bürgerkrieges in Costa Rica geschlossen. Am 1. November 1949 schrieb Carlos Darío Ojeda Rovira einen Brief an den Expräsidenten von Costa Rica Teodoro Picado Michalski.
Am 14. August 1964 war Carlos Darío Ojeda Oficial Mayor de la Secretaría de Relaciones Exteriores (höchster Beamter im Außenministerium).

## Veröffentlichungen
- Carlos Darío Ojeda: Lealtad a la revolución mexicana. Novaro Editores-Impresore, Mexico 1962.

| Vorgänger                                   | Amt                                                                           | Nachfolger                        |
| ------------------------------------------- | ----------------------------------------------------------------------------- | --------------------------------- |
| José Maximiliano Alfonso de Rosenzweig Díaz | Mexikanischer Botschafter in Stockholm 27. Februar 1935 bis 31. März 1936     | José Pérez Gil y Ortiz            |
| Fernando González Roa                       | Mexikanischer Botschafter in Brüssel 7. Mai 1936 bis 31. Dezember 1937        | Jaime Torres Bodet                |
| José Domingo Ramírez Garrido                | Mexikanischer Botschafter in Bogotá 17. Mai 1939 bis 15. September 1941       | Federico Montes Alanís            |
| Francisco del Río y Cañedo                  | Mexikanischer Botschafter in Montevideo 15. November 1941 bis 4. Oktober 1943 | Mariano Armendáriz del Castillo   |
| Octavio Reyes Spíndola Prieto               | Mexikanischer Botschafter in Buenos Aires 25. Oktober 1943 bis 5. Juli 1944   | Rafael Fernando Fuentes Boettiger |
| Salvador Navarro Aceves                     | Mexikanischer Botschafter in San José 1947 bis 1. Dezember 1948               | Manuel Y. de Negri                |
| Octavio Novaro Fiora del Fabro              | Mexikanischer Botschafter in Bern 12. Juli 1950 bis 1970                      | Federico Antonio Mariscal Abascal |
| Mario Garza Ramos                           | Mexikanischer Botschafter in Rom August 1950 bis 16. Mai 1953                 | Ramón Beteta Quintana             |
| Mario Garza Ramos                           | Mexikanischer Botschafter in Budapest August 1950 bis 16. Mai 1953            | Ramón Beteta Quintana             |
| Adalberto Tejeda Olivares                   | Mexikanischer Botschafter in Wien 6. November 1950 bis 18. Februar 1953       | Gustavo Ortiz Hernán              |
| Joaquín Barrera Aceves                      | Mexikanischer Botschafter in Lima 1. April 1954 bis 28. Oktober 1957          | Salvador Martínez de Alva         |